# Транспорт за Лондон
Транспорт за Лондон (енгл. Trasnport for London) је орган локалне власти одговоран за већину видова траснпорта на подручју ширег Лондона.